# Chant polyphonique des pygmées Aka
Les chants polyphoniques des pygmées Aka sont une forme complexe de polyphonie contrapuntique à 4 voix ou 5 voix des pygmées Aka. Ces chants polyphoniques font partie du patrimoine culturel immatériel de l'humanité de l’UNESCO pour la République centrafricaine depuis 2003.

## Les pygmées Aka
Les Pygmées constituent un groupe ethnique estimé à un peu plus de 200 000 individus.
Ils font partie d'une des plus anciennes ethnies d'Afrique. Leur existence est évoquée dès la haute Antiquité. Ce groupe ethnique est réparti sur plusieurs pays africains. Le peuple Aka est une population de pygmées nomades d’Afrique centrale, vivant principalement dans le sud de la République centrafricaine, ainsi que dans le nord de la République démocratique du Congo.
Ce peuple de chasseurs-cueilleurs entretient des relations de commerce avec les fermiers Ngbandi.
Les pygmées Aka vivent dans le sud-ouest de la République centrafricaine. Ils habitent généralement dans les forêts du nord du Congo Brazzaville et du sud de la Centrafrique. Ils parlent le aka et essaient de préserver leur culture malgré la raréfaction des ressources dans une sylve dévastée par le modernisme et la mondialisation.

## Ethnonymie
Selon les sources et le contexte, on observe de très nombreuses variantes : Akas, Baaka, Ba.Aka, Babenga, Babenjelle, Ba.Benjelle, Babenzele, Ba.Benzele, Babinga, Babingas, Bambenga, Bambenzele, Ba.Mbenzele, Bayaga, Bayaka, Beká, Benjelle, Biaka, Binga, Bingas, Mbaka, Mbenzele, Mbinga, Mòáka, Nyoyaka, Pygmées Aka, Tara-Baaka, Yadinga.
Selon le père spiritain, Henri Trilles, Aka signifie seigneur dans l'ancienne langue égyptienne.

## Culture
Leur complexe musique polyphonique a été étudiée par plusieurs musicologues comme Simha Arom, qui a réalisé plusieurs enregistrements sur le terrain, et Mauro Campagnoli, qui a étudié leurs instruments et les a comparés avec ceux d'autres peuples pygmées comme les Bakas. Des  compositeurs occidentaux contemporains tels que György Ligeti, Steve Reich et le pianiste Pierre-Laurent Aimard se sont intéressés à leur musique. Le trio Aka Moon a, quant à lui, basé une grande part de son répertoire sur l'étude des musiques pygmées.
Les traditions orales du peuple Aka font partie du patrimoine culturel immatériel de l'humanité de l’UNESCO depuis 2003. Inscrite sur la liste représentative, cette pratique est la seule pratique culturelle inscrite sur les listes de l'UNESCO pour la République centrafricaine.
Une étude sur les relations par société entre les pères et leurs enfants a élu les Akas « meilleurs pères du monde »,. Les pères Aka passent plus de temps en contact étroit avec leurs enfants que ceux de toute autre société. Ils donnent aussi le sein aux bébés pour les calmer en l'absence de leur mère. De plus, les liens entre époux sont très forts, la mère et le père partagent la chasse, la préparation de la nourriture, les activités sociales et les loisirs.

## La musique traditionnelle
Les pygmées Aka ont créé une forme complexe de polyphonie contrapuntique à 4 voix ou 5 voix. Cette technique est maîtrisée par tous les membres de la communauté.
La musique mais également la danse font partie des rituels des Akas. Ainsi, par exemple, lors des cérémonies de la vie Aka, comme l’inauguration de campements, les sorties de chasse ou les naissances et funérailles.
Ces chants sont uniquement oraux ce qui favorise l’expression spontanéité et improvisation. Ainsi, chaque personne module sa voix et fait évoluer constamment la musique. Ils véhiculent la culture et les connaissances fondatrices de la cohésion de la communauté. Selon le rituel, certaines danses sont exécutées par des hommes, d’autres par des couples mixtes, ou en solo. Reposant exclusivement sur la transmission orale, les pygmées Aka ont su préserver leur savoir dans l’ensemble de la communauté en associant les enfants à tous les rituels dès leur plus jeune âge.
Leur polyphonies vocales font appel à plusieurs modalités d’expression dont la technique du jodel qui les distingue de celui de leurs voisins non-pygmées

## Accompagnements
Ces chants polyphoniques sont rythmés par les frappements des mains, ils peuvent être accompagnés par des percussions mais aussi des instruments à cordes choisis selon les circonstances,. Parmi ces instruments on trouve : l'enzeko, un tambour local, le geedale-bagongo semblable à une harpe, le mbela, qui a la forme d'un arc à une corde, la harpe arquée, la harpe-cithare, l'arc musical, la flûte.

### Discographie
- (en) Louis Sarno, Bayaka : the extraordinary music of the Babenzele pygmies and sounds of their forest home, Ellipsis Arts, Roslyn, N.Y., 1995, 1 CD + 1 livret de 93 p.  (ISBN 978-1-55961-313-2)
- Centrafrique : anthologie de la musique des pygmées Aka (texte de Simha Arom, trad. par David Stevens), prod. Radio-France, Paris ; distrib. Harmonia Mundi, Arles, 2002, 2 CD (2 h 14 min 34 s) + 1 livret

### Filmographie
- Berceuse Aka, documentaire réalisé par François Gaulier et Alain Epelboin, CNRS Audiovisuel, Meudon, 1988, 6 min (VHS)
- Les Maîtres fous, documentaire ethnographique réalisé par Jean Rouch, 1956
- Chants et danses des pygmées Aka du Congo au musée du quai Branly (ARTE Concert)